# Беловеж (Польша)
Белове́ж (пол. Białowieża; бел. Белавежа) — большая деревня в Польше. Расположена в Подляском воеводстве, Хайнувском повяте, на Бельской равнине, на реке Наревка, имеет характер посёлка, является административным центром Беловежской гмины, а также Беловежского национального парка. В Беловеже находится Беловежская геоботаническая станция (пол.), Центр исследования млекопитающих Польской академии наук (пол.).
Расположена на воеводской дороге № 689, идущей от Бельска. С 2005 года в Грудках, в 4 км от Беловежа действует пешеходно-велосипедный польско-белорусский погранпереход. В Беловеже — конечная станция железнодорожной линии № 52 в направлении Хайнувки, которая действовала до 1994 года. В 30-х годах XX века правительство II Речи Посполитой планировало продолжить эту линию через Пружаны до железной дороги Брест — Минск.

## История
Следы деятельности человека на территории современной гмины Беловежа свидетельствуют, что поселение существовало здесь в раннем каменном веке. Старейшие следы деятельности человека датированы неолитом, примерно 5 тысяч лет назад. В 1827 году в урочище Старая Беловежа было открыто массовое захоронение. К 1976 году на территории Беловежского национального парка было найдено 30 курганов.
В XIII веке окрестности Беловежа были приграничной территорией Мазовецкого, Галицко-Волынского княжеств, Великого Княжества Литовского и ятвяжских племён.
Во времена Речи Посполитой входил в состав Берестейского воеводства Великого Княжества Литовского. Первые упоминания о поселении в Беловеже датированы 1639 годом. В 1775 году деревня насчитывала 20 дворов.
По третьему разделу Речи Посполитой в 1795 году Беловеж отошёл к России. Во время Ноябрьского восстания 1831 года вся лесная стража присоединилась к повстанцам, а в 1863 году здесь происходили стычки отрядов Романа Рогинского, Онуфрия Духинского и Валерия Врублевского с российскими войсками.
В период 1915—1918 годов Беловеж находился под немецкой оккупацией, а в 1919 году сюда вошли польские войска.
1 сентября 1939 года Беловеж бомбардировали лётчики Люфтваффе, была повреждена церковь. После занятия Беловежа 3-й танковой дивизией Третьего рейха он был передан СССР. Во время Великой Отечественной войны 322-й батальон немецкой полиции проводил в окрестностях убийства местного населения. В 1943 году здесь действовали партизанские бригады, отряды Армии Крайовой. В 1944—1945 годах в районе Беловежской пущи действовал отряд майора Зыгмунта Шендзеляжа «Лупашко».
Иосиф Сталин 25 июля 1944 года вместе с делегатами ПКНО (Эдвардом Осубка-Моравским, Андреем Витасом) в Москве разделили Беловежскую пущу между ПНР и СССР. Беловеж отошёл Польше.
Осенью 1944 года свыше 6 тысяч беловежцев направили в ЦК КП(б)Б коллективное письмо, в котором просили партию и правительство БССР присоединить Беловеж и Беловежскую пущу к БССР.
В 1975—1998 годах входил в состав Белостокского воеводства.

## Туризм

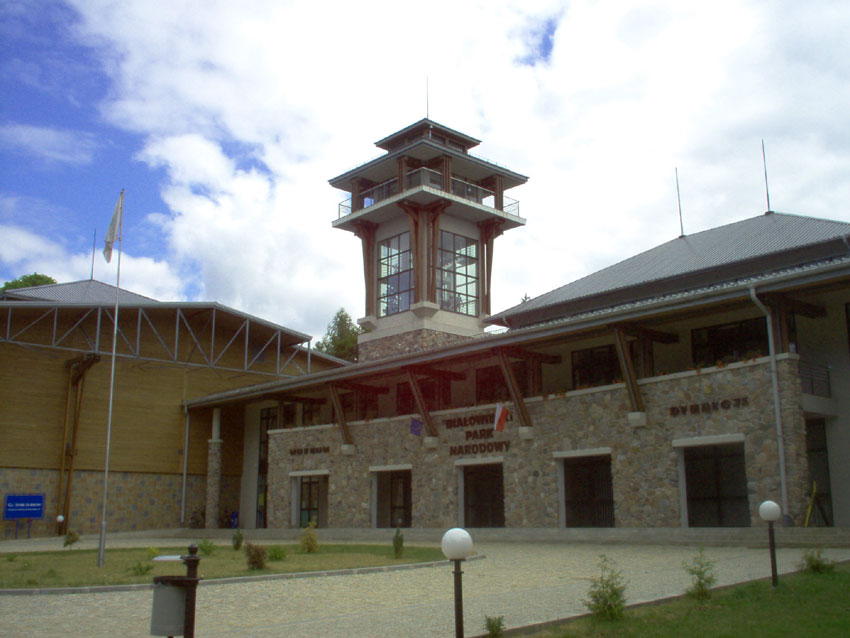
Дирекция Беловежского национального парка и музей природы

Беловежа пользуется популярностью среди туристов благодаря Беловежскому национальному парку, который наряду с национальным парком «Беловежская пуща» на белорусской стороне решением ЮНЕСКО включён в Список Всемирного наследия человечества. В Беловеже во дворцово-парковом ансамбле XIX века имеются интересные исторические достопримечательности. В Беловеже созданы условия для обслуживания массового туризма, имеются 4 гостиницы (на 375 мест в 2005 году), мотели, пансионаты. Местное население создало несколько десятков агроусадеб. В год останавливаются на ночлег в указанных учреждениях 44,4 тысячи, в том числе — 6390 иностранцев.

## Достопримечательности
- обелиск на территории Дворцового парка российского императора
- Дворцовый парк XIX века
- ж.д. станция Беловежа Товарная, построенная в 1903 году
- скансен — музей под открытым небом деревянного зодчества восточнославянского населения Подлясья
- дом ксендза 1933 года
- водонапорная башня
- Православная церковь Св. Николая
- Костел

## Уроженцы
- Вашкевич, Александр Александрович — советский и польский военный деятель, генерал-майор, бригадный генерал Войска Польского, Герой Советского Союза.
- Илизаров, Гавриил Абрамович — советский травматолог и ортопед, учёный-медик.
- Игорь Неверли — польский писатель русского происхождения
- Гончарук Константин Тимофеевич — генерал-майор, главный редактор журналов «Военная мысль» и «Военный вестник», начальник института «Выстрел» в 1932—1935 гг., автор книг «Стрелковое дело и тактика», «Стрельба поверх своих войск из станковых пулеметов».

## Галерея

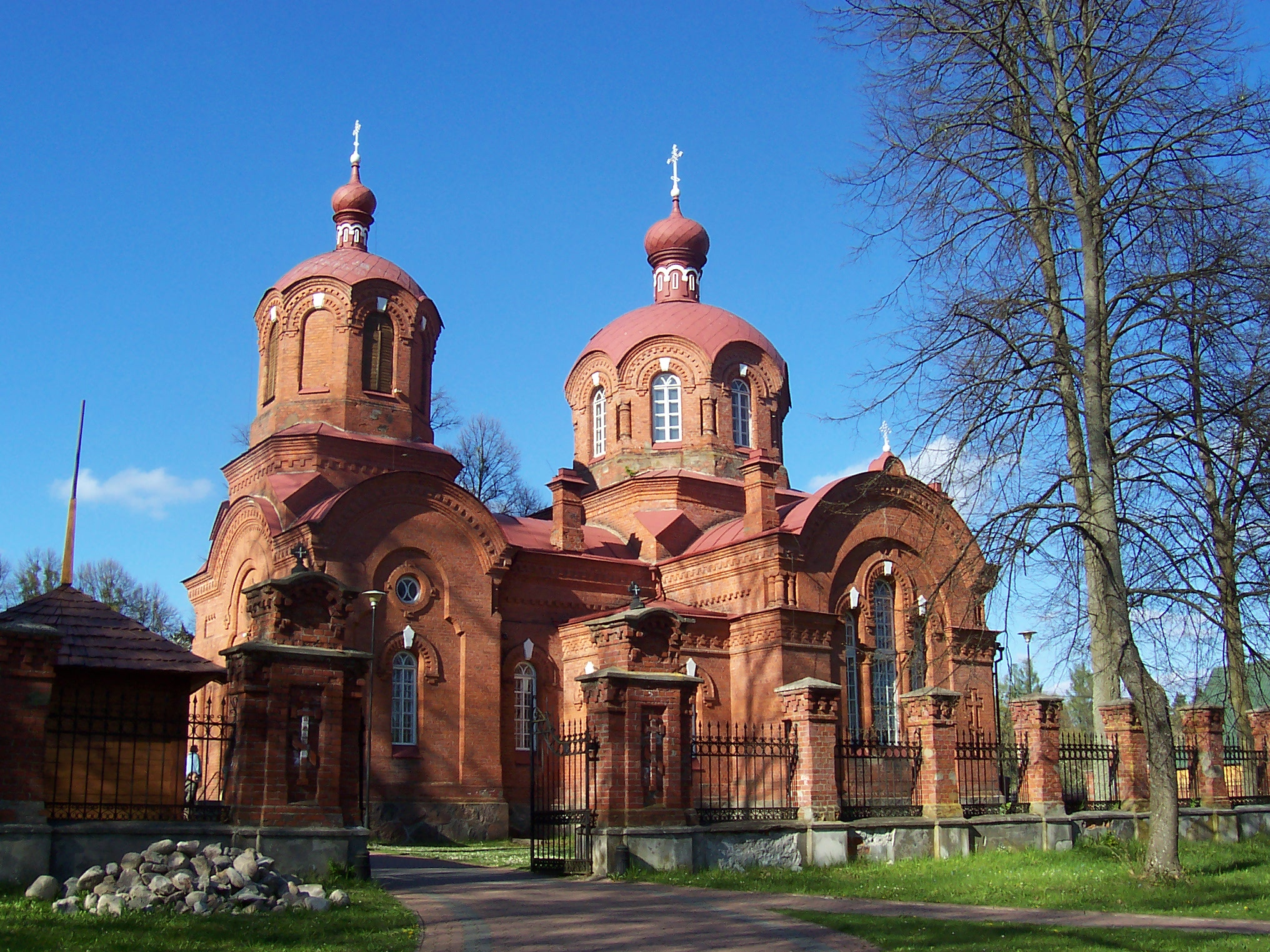
Церковь св. Николая в Беловеже
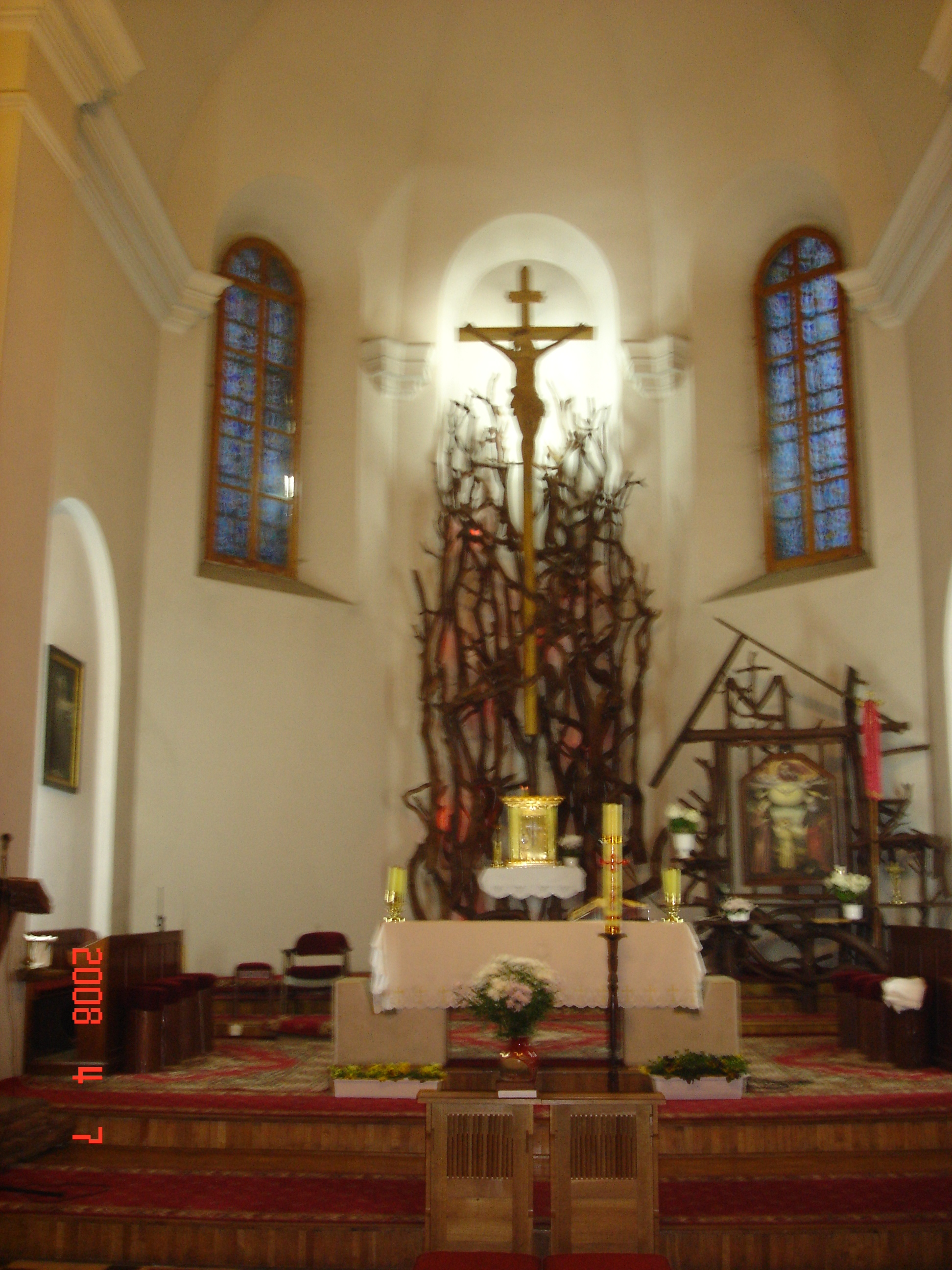
Алтарь в костёле
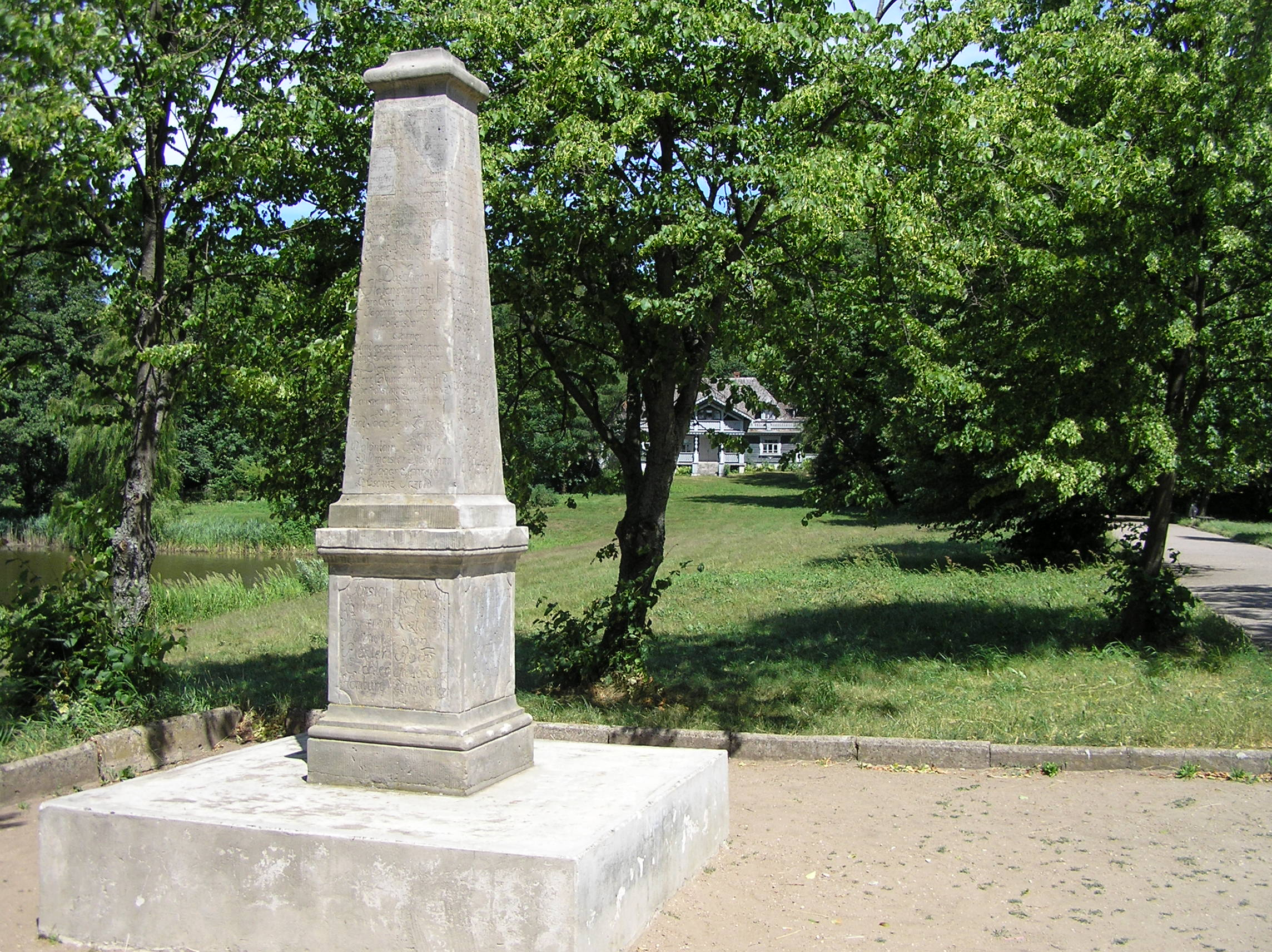
Обелиск, посвящённый охоте Августа III в 1752 году
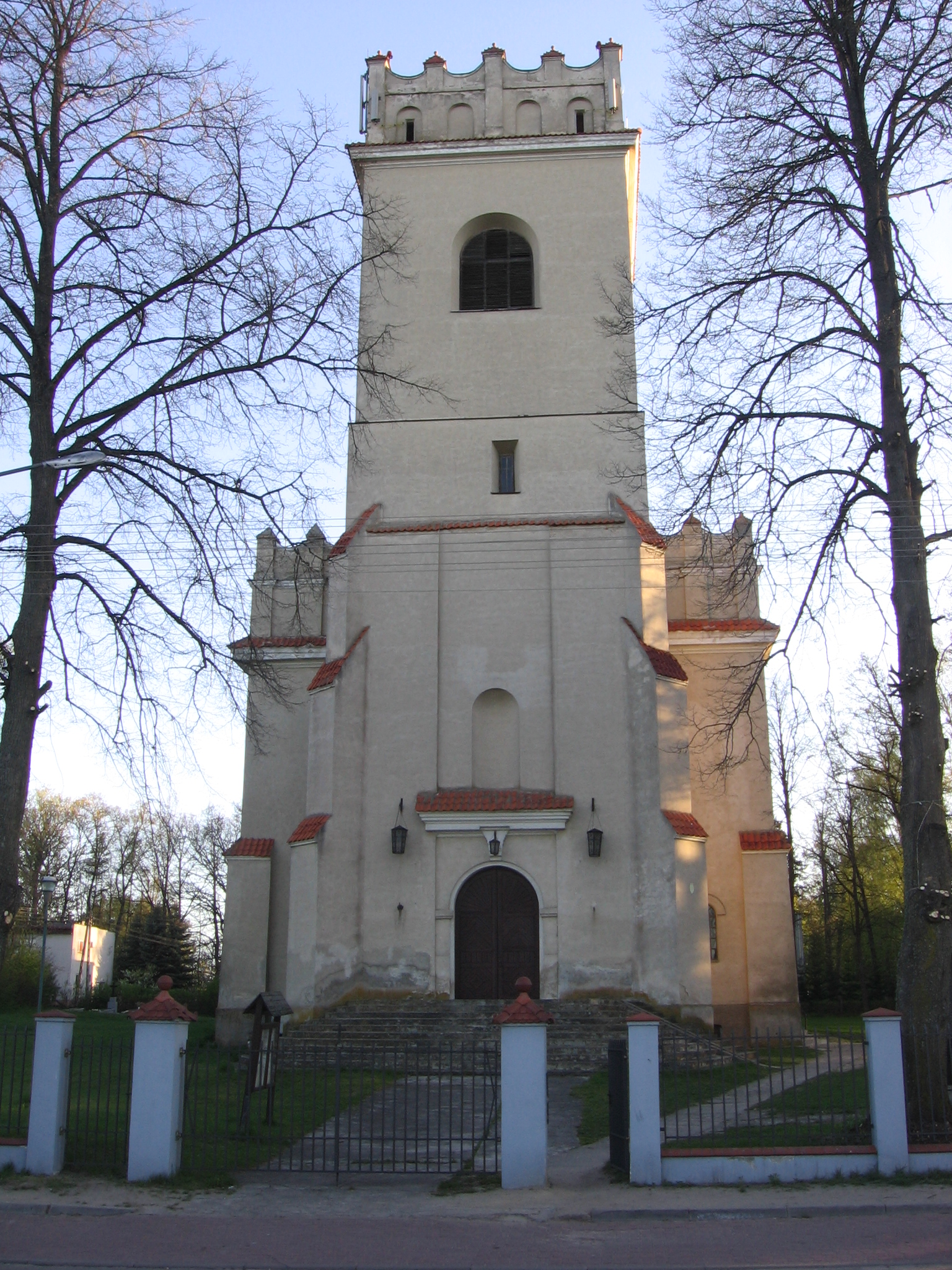
Костёл